# Tirta Makmur (Banyuasin I)
Tirta Makmur is een bestuurslaag in het regentschap Banyuasin van de provincie Zuid-Sumatra, Indonesië. Tirta Makmur telt 637 inwoners (volkstelling 2010).